# Concurs de castells de Reus 1948
El concurs de castells de Reus tingué lloc l'1 de novembre de 1948 en el marc de la II Fira Sectorial de Mostres de la Província. La fira se celebrà al mercat municipal i terrenys adjacents; el qual s'inaugurà aquell mateix any, i tingué en aquella fira la seva primera activitat per fer-ho a posterior-hi a les seves habituals. Va ser el setè concurs de castells de la història i el primer i únic fet a la ciutat de Reus, es tracta d'un concurs puntual que no tingué continuïtat en el temps. Se celebrà arran d'una polèmica sorgida en un diari provincial on manifestava els dubtes sobre la continuïtat vallenca en l'hegemonia castellera. D'aquesta manera hi participaren les tres millors colles del moment: els Nens del Vendrell i les dues colles vallenques, la Muixerra de Valls —actual Colla Joves Xiquets de Valls— i la Colla Vella dels Xiquets de Valls; amb en Jan Julivert, en Ramon Barrufet, el Blanco, i en Pep de la Llet com a caps de colla respectivament. En aquella ocasió la Colla Vella va lluir per primera vegada el seu nom després de la seva reorganització. Mentre que els tarragonins que no hi participaren ajudaren als vendrellencs.

## Concurs
La Muixerra de Valls es proclamà vencedora assolint el quatre de vuit i el dos de set els seus màxims castells d'aleshores. Mentre els Nens que discutien l'hegemonia als vallencs hagueren de claudicar, ja que només poguéren carregar el quatre de vuit. I no tingueren fortuna en l'intent de tres de vuit on reberen curiosament l'ajuda de la Vella que es convertiria amb el temps en els seus grans rivals. La Colla Vella ocupà la tercera posició.
D'aquesta manera els vallencs tornaven a demostrar la seva imbatibilitat en els concursos de castells, no foren derrotats fins al 1970.
Per la seva banda un joves aficionats locals participaren en l'actuació si bé fora de concurs sota el nom de Ganxets de Reus. Realitzaren el 4 de 5 i un pilar. La colla però no tingué continuïtat. En l'intent de dos de set de la Colla Vella s'esdevingué la fatídica mort d'Isidre Dalmau Clarassó, Isidre de Rocallaura, que formava part de la pinya del castell. Sent una de les poques morts de la història del castells. Davant l'absència d'assegurances s'organitzà una col·lecta per la viuda.

## Resultats

### Classificació
| Resultat              |
| --------------------- |
| Descarregat (D)       |
| Carregat (C)          |
| Intent (I)            |
| Intent desmuntat (ID) |

En el concurs de castells de Reus de 1948 hi van participar 3 colles.
Llegenda
a: amb agulla o pilar al mig
ps: aixecat per sota
| Pos | Colla                             | 1a ronda | 2a ronda | 3a ronda | 4a ronda | Punts |
| --- | --------------------------------- | -------- | -------- | -------- | -------- | ----- |
| 1   | Muixerra de Valls                 | 2de7     | 3de7ps   | 4de8     | 4de7a    | 2.500 |
| 2   | Nens del Vendrell                 | 4de8(c)  | 3de7ps   | 2de7     | 3de8(i)  | 2.020 |
| 3   | Colla Vella dels Xiquets de Valls | 5de7     | 3de7ps   | 4de7a(c) | 2de7(i)  | 1.460 |

### Estadística
La següent taula mostra l'estadística dels castells que es van provar al concurs de castells. Els següents castells apareixen ordenats, de major a menor dificultat, segons la valoració tradicional que se'ls atribueix a cada un.
| Castell                 | Descarregat | Carregat | Intent | Intent desmuntat | Total |
| ----------------------- | ----------- | -------- | ------ | ---------------- | ----- |
| 3 de 8                  | —           | —        | 1      | —                | 1     |
| 4 de 8                  | 1           | 1        | —      | —                | 2     |
| 2 de 7                  | 2           | —        | 1      | —                | 3     |
| 3 de 7 aixecat per sota | 3           | —        | —      | —                | 3     |
| 5 de 7                  | 1           | —        | —      | —                | 1     |
| 4 de 7 amb l'agulla     | 1           | 1        | —      | —                | 1     |
| Total                   | 8           | 2        | 2      | 0                | 12    |
| Percentatge             | 66,6%       | 16,6%    | 16,6%  | 0%               | 100%  |